# Matera
Matera je grad i istoimena pokrajina u regiji  Basilicata, na jugu Italije. Osim gospodarstva koji se tradicionalno temelji na poljoprivredi, od kasnih 1990-ih glavna gospodarska osnova Matere, i okolnih gradova, je proizvodnja tapeciranog namještaja.
Grad leži s obje strane malenog kanjona rijeke Gravina.

## Povijest
Područje današnje Matere je naseljeno još od paleolitika. Grad Matheola su navodno osnovali Rimljani u 3. st. prije Krista i nazvali ga po konzulu Luciju Ceciliju Metellu.
God. 664., Materu su osvojili Langobardi i postala je dio vojvodstva Benevento. U 7. i 8. stoljeću špilje Matere su kolonizirane i nastali su Benediktinski i grčko-pravoslavni samostani. kroz 9. i 10. stoljeće za njega su se otimali Saraceni, Bizantinci i njemački carevi Svetog Rimskog Carstva, kao Luj II., koji je uništio grad. Nakon naseljavanja Normana u Apuliji, Materom je vladao Vilim Čelikoruki od 1043. god.
Nakon kratkog vremena samostalne komune i niza kuga i potresa, grad je u petnaestom stoljeću postao Aragonskim posjed, te je ostao posjedom baruna obitelji Tramontano. Međutim, 1514. god. stanovnici su se pobunili protiv ugnjetavanja i ubili grofa Giovannija Carla Tramontana. U sedamnaestom stoljeću Matera je predana rimskoj obitelji Orsini, a zatim je postala dio pokrajine Otranto i Apulija. Kasnije postaje glavnim gradom pokrajine Basilicata, položaj koji je zadržao do 1806., kada je Joseph Bonaparte predao gradu Potenzi.
God. 1927., postao je glavni grad pokrajine Matera. Dana 21. rujna 1943., Materani su ustali protiv njemačke okupacije, kao prvi talijanski grad u borbi protiv Wehrmachta.

## Znamenitosti
Matera je stekla svjetsku slavu zbog staroga grada "Sassi di Matera" (što znači "Kamenje Matere"). Sassi potječu iz prapovijesnog (trogloditskog) naselja, te se smatra najstarijim ljudskim naseljem u Italiji. Čine ga više naselja: Sasso Barisano s bogato ukrašenim portalima, Sasso Caveoso s rimskim amfiteatrom, Civita s katedralom, i park na platou Murgia Matera s mnogim razasutim crkvama (od bizanta do baroka). Ovaj dramatični pejzaž je djelomično skriven u labirintu žućkastog pješčenjaka na padini brda koji je stoljećima bila prirodna utvrda grada koji kao da potječe iz neke bajske s Istoka. U kamen su prirodno uklopljene građevine, cisterne, ograde, farme, crkve, palače i kuće; ukopane u same karbonatne stijene, koje su karakteristične za Basilicatu i Apuliju. Mnoge od tih "kuća" su zapravo samo špilje, a ulice u nekim dijelovima Sassija se često nalaze na krovovima susjednih kuća. Antički grad je rastao u visinu na jednoj padini klanca (La Gravina) rijeke koja je sada jako mala. God. 1950., Vlada Italije je nasilno premjestila većinu stanovništva Sassija na područja grada u razvoju. Međutim, ljudi i dalje žive u Sassiju, te je "Matera jedino mjesto na svijetu gdje se ljudi mogu pohvaliti da još uvijek žive u istoj kući svojih predaka već 9000 godina" (Foster's guide).
Do kasnih 1980-ih to je područje smatrano siromaškim, jer su kuće još uvijek uglavnom bez struje i vodovoda. No, danas lokalna uprava, koja je postala turistički orijentirana, te ponovnim oživljenjem Sassija uz pomoć Europske unije, Vlade, UNESCO-a, i Hollywooda (zbog sličnosti s Jeruzalemom), potiče mnoge uspješne tvrtke, lokale i hotele. Od 1993. god., Sassi di Matera je, zajedno s parkom rupestrijskih crkava (Murghia Matera), upisana na UNESCO-ov popis mjesta svjetske baštine u Europi.
Katedrala u Materi (1268. – 1270.), posvećena Gospi od Bruna (Santa Maria della Bruna) od 1389. god., je važan spomenik apulijske romanike. Crkva ima rozetu na fasadi i 52 m visok zvonik, a pored glavnog ulaza je kip Svete Marije od Bruna. Unutrašnjost ima tlocrt latinskog križa, s tri broda. Ukrasi su većinom barokni iz 18. stoljeća, ali su nedavno pronađene freske Posljednjeg suda u bizantskom stilu. 
Postoje mnoge druge crkve (Sv. Ivana Krstitelja, Sv. Petra u Caveosu, Sv. Franje Asiškog, Sv. Klare, Crkva Pročišćenja, Sv. Dominika, Gospe od Picciana, Gospe od Palomba) i samostan sv. Augustina. Tu je i 150 špiljskih crkava. Neke su jednostavna špilja s jednim oltarom i možda freska, često na suprotnoj strani klanca. Neki su složene špiljske mreže s velikim podzemnim komorama, za koje se smatra da su korišteni za meditaciju prema običajima rupestrijskih redovnika (samostan sv. Lucije od Malve, Konvikt sv. Antuna, Sv. Marija od Idrisa, Sv. Barbara, Neporočne Gospe, Grčka crkva sv. Nikole, Sv. Petar od Barisana, itd.). 
Dvorac Tramontano, koji je započeo Gian Carlo Tramontano, grof Matere, početkom 16. st., je vjerojatno jedina građevina koja je iznad klanca Sassija. No, ostao je nedovršen nakon bune 1514. god. kada je ubijen i sam grof. Ima tri velika tornja, od planiranih dvanaest, a ispod glavnog tornja je nedavno pronađena velika antička rimska cisterna, jedna od mnogih u gradu. 
- Drevna ulica u Sasso Caveoso
- Stubište u Materi
- Romanička crkva sv. Ivana Krstitelja (13. st.)
- Crkva samostana sv. Augustina (16. st.)
- Unutrašnjost sassija Raccolta delle Acque iz 12. st.

## Osobe povezane s Materom
- Antonio Andrisani, filmski redatelj
- Luigi De Canio, nogometni meandžer
- Egidio Romualdo Duni, skladatelj
- Cosimo Fusco, glumac
- Giovanni di Matera, svetac i benediktinac
- Francesco Mancini, nogometaš
- Gianvito Plasmati, nogometaš
- Francesco Carmelo Salerno, političar
- Franco Selvaggi, nogometaš
- Giovanni Carlo Tramontano, vojvoda Matere
- Francis Ford Coppola, filmski redatelj
- Nicolas Cage, glumac

## Vanjske poveznice
- Video Kamenja Matere i rupestrijskih crkava (engl.)
- UNESCOv opis zaštićene baštine